# Мяндуярви
Мяндуярви — озеро на территории Ребольского сельского поселения Муезерского района Республики Карелия.

## Общие сведения
Площадь озера — 3,3 км², площадь бассейна — 114 км². Располагается на высоте 171,5 метров над уровнем моря.
Форма озера лопастная, продолговатая, вытянуто с северо-запада на юго-восток. Берега озера каменисто-песчаные, местами заболоченные.
С юго-востока озеро сообщается протокой с озером Короппи.
В северо-западную оконечность озера втекает река Лагноярви, несущая воды из озёр Чураниярви, Тахкоярви, Лагно и Большое Шиманиярви.
В озере семь безымянных островов разной площади.
Населённые пункты возле озера отсутствуют. Ближайший — деревня Колвасозеро — расположен в шестнадцати километрах к северо-востоку от озера.
Озеро расположено в 11,5 км от Российско-финляндской границы.
Код водного объекта в государственном водном реестре — 01050000111102000011035.